# Mrozy (powiat Miński)
Mrozy is een dorp in het Poolse woiwodschap Mazovië, in het district Miński. De plaats maakt deel uit van de gemeente Mrozy en telt 3368 inwoners.